# Bitva u Veselí nad Moravou
Bitva u Veselí nad Moravou byla válečným střetem mezi českým vojskem pod velením Viktorína z Poděbrad, syna českého krále Jiřího z Poděbrad, a Jindřicha VIII. z Lipé, s uherským vojskem uherského krále a českého vzdorokrále Matyáše Korvína v rámci česko-uherských válek. Odehrála se 27. července 1469 v okolí města a hradu Veselí nad Moravou na jihovýchodní Moravě a skončila porážkou českých oddílů a odražením pokusu o získání města. Během bitvy byl uherským vojskem zajat také Viktorín z Poděbrad, který pak strávil dva roky v uherském zajetí.

## Pozadí

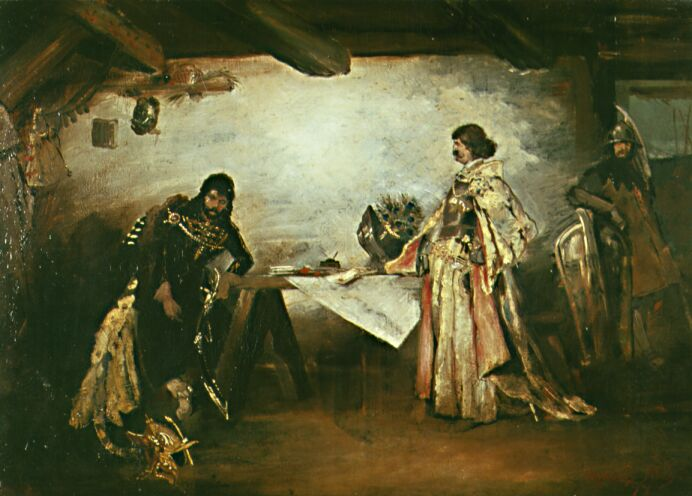
Setkání Jiřího z Poděbrad s Matyášem Korvínem v kovárně v Úhrově (malba Mikoláše Alše)

Dne 23. prosince 1466 prohlásil papež Pavel II. Jiřího z Poděbrad jako kacíře za sesazeného z trůnu a vyhlásil proti kališnickým Čechám křížovou výpravu. Útokům křižáků z okolních zemí, stejně jako akcím domácí katolické Zelenohorské jednoty, vojska Jiřího z Poděbrad úspěšně čelila. V březnu roku 1468 zahájil přímý boj vykonavatel papežské klatby uherský král Matyáš Korvín. Vpadl na Moravu a postupně likvidoval Jiřího pozice: vojsko dobylo Třebíč, opevněný klášter Hradisko u Olomouce a posléze po půlročním obléhání také hrad Špilberk v Brně. Výprava Čechů proti Matyášovým vojskům skončila nezdarem, když v bitvě u Zvole bylo české vojsko rozehnáno a jeho velitel Zdeněk Kostka z Postupic byl smrtelně zraněn.
Začátkem února roku 1469 se Korvín se silným vojskem vydal na tažení do Čech znovu, byl však obklíčen u Vilémova a po osobním jednání s Jiřím nucen slíbit, že akcí proti němu zanechá. Svůj slib však nedodržel a brojil proti Jiřímu dál. 3. května byl katolickými pány zvolen v Olomouci za českého krále. V červnu však český zemský sněm tuto volbu odmítl a na návrh Jiřího z Poděbrad uznal nástupnictví Vladislava Jagellonského na český trůn. Zejména na Moravě a ve Slezsku se rozhořely boje mezi příznivci obou znesvářených táborů. Bojů ve Slezsku a Lužici se jako velitel účastnil Jiřího mladší syn Jindřich, starší Viktorín pak čelil uherskému náporu na jižní a východní Moravě.
Vojenská síla Viktorína, vrchního moravského vojenského velitele, plánovala využít nepřítomnosti Korvína, který odjel z Moravy do Uher, a obsadit Uherské Hradiště, jeden z důležitých opěrných bodů moravsko-hornouherské hranice, již dlouho obléhané uherským vojskem. Viktorín se vydal na Moravském Krumlově za svým švagrem Jindřichem z Lipé, někdejším moravským zemským hejtmanem, majitelem panství v okolí fronty. Jindřich byl rovněž majitelem Veselí nad Moravou, které Viktorín plánoval využít k dalším akcím k podpoře nedalekého Uherského Hradiště. Ačkoliv předtím Jindřich uzavřel s Korvínem příměří a vojensky proti němu nevystupoval, Viktorína ve Strážnici řádně pohostil a přislíbil svou podporu.

## Pravděpodobný průběh
Události v okolí Veselí popisuje několik soudobých kronikářů. Některé informace mohou být vinou časového odstupu, autorskému přikrašlování a dezinterpretací zkreslené.
Jindřich a Viktorín se s českým vojskem vydali do Strážnice, rovněž v Jindřichově vlastnictví. Ve vedení vojska nepříliš zručný a zbrklý vojenský velitel Viktorín a Jindřich z Lipé se následně 27. července vydali s asi 300 jezdci k obsazení od Strážnice přibližně 7 kilometrů vzdáleného Veselí. Viktorínova přítomnost v kraji byla však vyzrazena a vstříc městu vyrazil také údajně až několikatisícový uherský voj. Po vjezdu do města se na českou jízdu spustil útok uherských ozbrojenců a téměř celý český vojenský oddíl byl buď pobit nebo zajat. Jindřichovi se podařilo z města uprchnout na loďce po řece Moravě. Viktorín si se svou družinou proklestil cestu z města. Za městem však v neznámém terénu zabloudil a v polích nedaleko Veselí byl uherskými vojáky zajat.
Přesná čísla o ztrátách obou vojsk nejsou známa. České vojsko však vinou zajetí, útěku či zabití nejspíše přišlo o většinu bojeschopných sil.

## Hodnocení bitvy

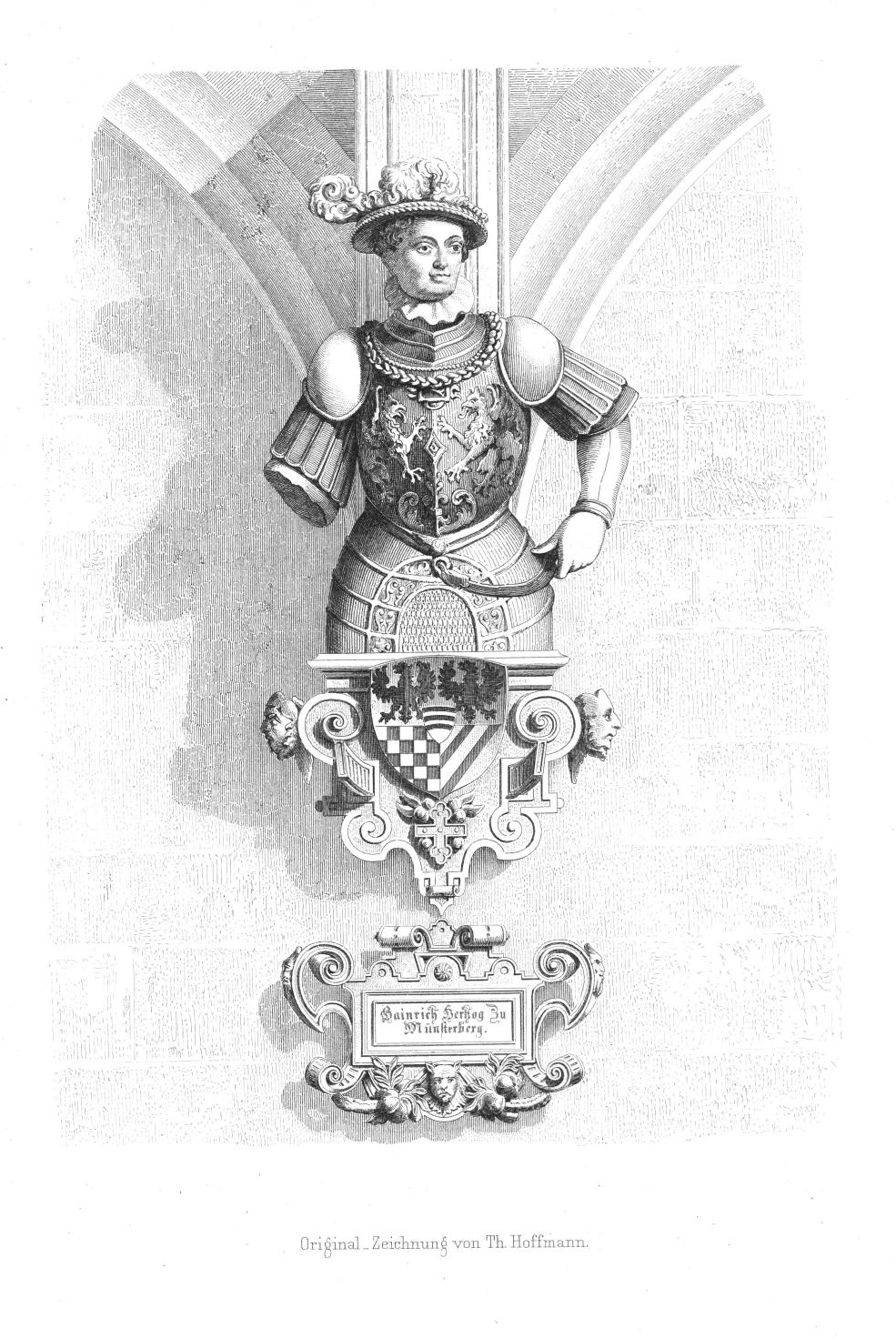
Jindřich I. starší z Minsterberka

Bitva znamenala citelnou ránu pro tažení poděbradských proti Korvínovi a zásadní ztrátu důležitého vojenského velitele a králova potomka ve vedení vojska. Viktorín byl dopraven na Trenčínský hrad a poté přepraven na uherský Vyšehrad u Dunaje, daleko od moravských hranic. Nikdy nebylo prokázáno ani vyvráceno, že by strůjcem jeho zajetí mohla být zrada Jindřicha z Lipé.
Na moravsko-uherskou hranici byl následně vyslán úspěšný vojevůdce Jindřich z Poděbrad, který měl za úkol především dokončit úkol zásobovat obléhané Uherské Hradiště. Zde se českému vojsku koncem října podařilo v tzv. bitvě u Uherského Hradiště prorazit obléhání města dobytím jednoho z uherských opevněných srubů a zásobit jej touto cestou potravinami a střelivem. V následné bitvě u Uherského Brodu, svedené pravděpodobně 2. listopadu, byly hlavní uherské oddíly tábořící nedaleko, včetně přítomného krále Matyáše, se následně obrátily na zmatený ústup směrem do Uherského Brodu, odkud pak po čase zahájili evakuaci do Horních Uher. České vojsko následně převzalo bojovou iniciativu a v dalších dnech a týdnech pronásledovalo ustupujícího nepřítele až do oblasti Pováží. Český výpad do Horních Uher pak trval až do roku 1470.
Další tažení na Moravu zahájil Korvín v létě 1470: 26. června obléhal Hodonín, 12. července pak zvítězil při přepadu oddílů Václava Vlčka v bitvě na říčce Valové. Česko-uherské války pokračovaly i po smrti krále Jiřího z Poděbrad roku 1471, byť v menším rozsahu a intenzitě, kdy jej ve sporu o následnictví a legitimitu českého trůnu s Matyášem nahradil Vladislav Jagellonský. Viktorín byl propuštěn roku 1471, mj. poté, co konvertoval od kališnictví ke katolictví. Spor mezi oběma panovníky formálně urovnala Olomoucká smlouva, ale střety v dílčí míře probíhaly až do smrtí Matyáše Korvína smrti roku 1490.